# Milenge Milenge
Pour plus de détails, voir Fiche technique et Distribution.
Milenge Milenge (मिलेंगे मिलेंगे) est un film indien de Bollywood réalisé par Satish Kaushik, sorti en juillet 2010.

## Synopsis
C'est l'histoire d'une jeune femme vive (Kareena Kapoor) qui veut savoir quand elle va rencontrer l'amour de sa vie. Elle consulte une voyante qui lui annonce qu'ils se rencontreront sur une plage étrangère dans 7 jours à 7 h du matin, et il portera 7 couleurs. Le destin les rassembla au moment dit, mais celui-ci (Shahid Kapoor) lira son journal intime, et c'est alors qu'il mettra tout en œuvre pour la charmer. Quand cette jeune femme apprendra la vérité, elle sera déçue, et ne voudra plus jamais le revoir mais son destin n'est pas du même avis.

## Fiche technique
- Titre : Milenge Milenge
- Titre original : मिलेंगे मिलेंगे
- Réalisation : Satish Kaushik
- Scénario : Shiraz Ahmed
- Musique : Sanjoy Chowdhury et Himesh Reshammiya
- Photographie : Sethu Sriram
- Montage : Sanjay Verma
- Production : Boney Kapoor
- Société de production : Eros Worldwide, Narsimha Enterprises et Sahara One Entertainment
- Pays de production :  Inde
- Genre : Drame et romance
- Durée : 109 minutes
- Date de sortie : 
  - Inde : 9 juillet 2010

## Distribution
- Kareena Kapoor : Priya Malhotra
- Shahid Kapoor : Amit « Immy » T. Kapoor
- Aarti Chhabria : Sofiya Rajeev Arora
- Delnaaz Irani : Honey
- Satish Shah : Trilok Kapoor
- Vijay Kashyap : Premsing
- Satish Kaushik : Ijaaz
- Sarfaraz Khan : Ashish
- Kirron Kher : la lectrice de cartes de tarot
- Firdaus Mevawala : le principal Verma
- Himani Shivpuri : Mme. Gandhi